# Kirby's Block Ball
Kirby's Block Ball, conocido en Japón como Kirby no Block Ball (カービィのブロックボール  Kābī no Burokku Bōru?), es un videojuego al estilo Breakout para Game Boy desarrollado por HAL Laboratory. Fue lanzado en Japón el 14 de diciembre de 1995; en América del Norte, en mayo de 1996, y en la región PAL, el 25 de diciembre de 1995. Fue reeditado para la consola virtual de Nintendo 3DS en Japón el 26 de octubre de 2011; en Europa y Australia, el 9 de febrero de 2012, y en América del Norte, el 17 de mayo de 2012.

## Jugabilidad
Kirby's Block Ball es un juego de estilo Breakout en el que Kirby rebota a lo largo de un campo lleno de bloques y enemigos, que pueden ser destruidos por Kirby chocando contra ellos. El objetivo del juego es mantener a Kirby en juego manejando hasta cuatro palas móviles repartidas entre los cuatro lados de la pantalla de juego contra las que Kirby irá rebotando. Cuando todos los bloques son eliminados, Kirby pasa al siguiente nivel. Al batir una puntuación determinada en cada nivel, se abre el nivel final. Los enemigos destruidos por Kirby se convierten en cosas sabrosas, que al ser recogidas proporcionan puntos adicionales. También hay varios power-ups, que ayudan al personaje a destruir los bloques. Hay distintos modos de juego, incluyendo batallas contra los jefes y minijuegos extra.